# Tricentra grisea
Tricentra grisea är en fjärilsart som beskrevs av W. Warren 1906. Tricentra grisea ingår i släktet Tricentra och familjen mätare. Inga underarter finns listade i Catalogue of Life.